# 東京都道431号角筈和泉町線

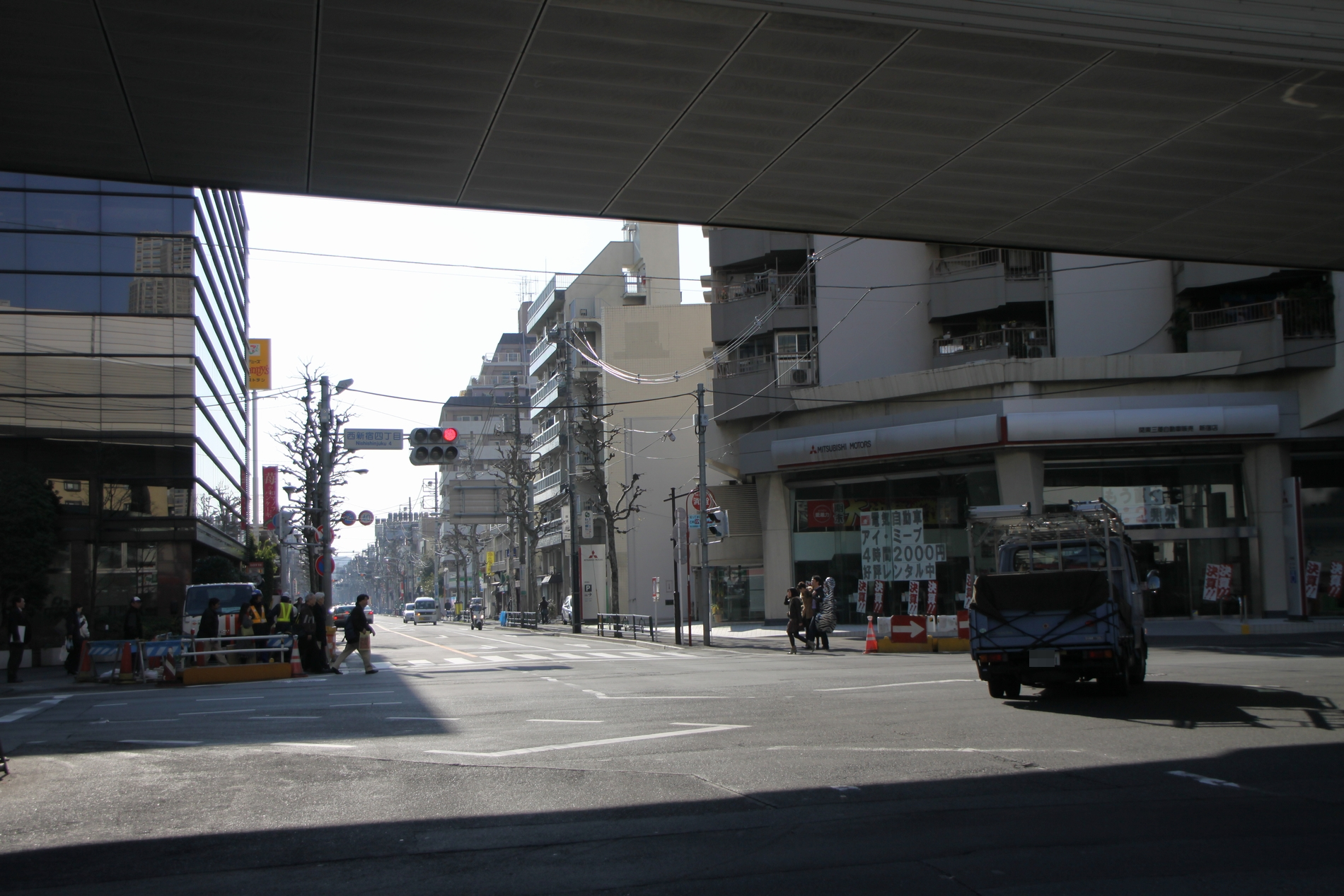
西新宿四丁目交差点

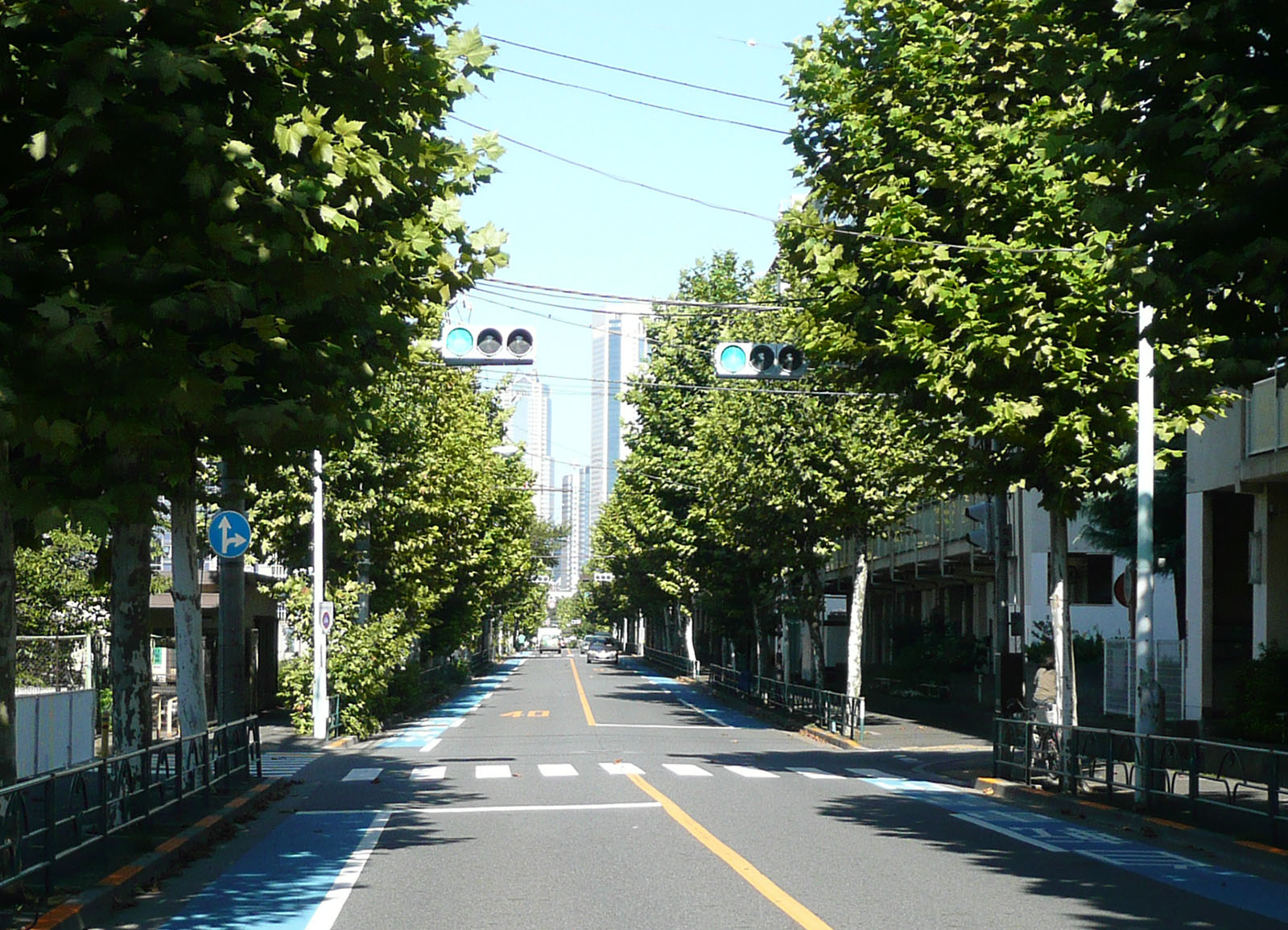
笹塚三丁目付近（2011年9月）

東京都道431号角筈和泉町線（とうきょうとどう431ごう つのはずいずみちょうせん）は、東京都新宿区と杉並区を結ぶ特例都道である。甲州街道（国道20号）と完全に平行に走っているため、泉南交差点から和泉二丁目交差点までの狭隘区間を除き、甲州街道の交通量の分散にも役立っている。
和泉給水所から淀橋浄水場を結んでいた玉川上水新水路の跡を埋め立ててつくられたため、水道道路と呼ばれている。角筈は現在の西新宿と新宿駅近辺の旧地名。
かつての水路が埋め立てられて整備された道路であるため、現在は地下に水路や大きな水道管がある訳ではない。ただし沿道給水のための水道管は埋められている。

## 起点・終点
- 起点 - 西新宿交差点（国道20号）
- 終点 - 和泉二丁目交差点（東京都道413号赤坂杉並線）

## 通過する自治体
- 東京都
  - 新宿区
  - 渋谷区
  - 杉並区

## 経路
- 角筈区民センター交差点 十二社通り
|
- 西新宿四丁目交差点 山手通り
|
- 笹塚出張所前交差点 中野通り
|
- 泉南交差点 環七通り
| （狭隘区間、一方通行）
- 和泉二丁目交差点 井ノ頭通り

## 道路の特徴
- 計画幅員は概ね15m。
- 車線数は概ね片側1車線 + 自転車専用通行帯もしくは停車帯。

玉川上水新水路は和泉給水所と淀橋浄水場とを一直線で結び、土地の高低は土手を築いて調整して水路を作ったため、その跡地を利用した水道道路は一直線で、土手を取り去った中野通り（鮫洲大山線）との交差点付近を除いて起伏もほとんどないのが特徴である。
また、水路を横切る南北の交通を維持するため水路には16の橋が架けられ、土手には3つのトンネルが穿たれた。橋には淀橋浄水場側から順次番号が付けてあり、二号橋は十二社通りとの交差点の位置に、三号橋は山手通りとの交差点の位置にあり、環七通りとの交差点の位置には十五号橋があった。なお、六号橋を通った道路には六号通商店街が、七号橋跡にはバス停「七号通り」が、十号橋を通った道路には十号通商店街があり、今にその名をとどめている。また、3つのトンネルのうち、中野通りとの交差点の位置にあったトンネルは土手とともに取り払われて今は平面交差になっているが、東の渋谷区本町六丁目の帝京短期大学の南にある本町隧道（ほんまちずいどう）と、そのまた東にある本村隧道（ほんむらずいどう）の2つは今も使われている。
東端では東京都道新宿副都心二号線（南通り）につながる。

## ギャラリー

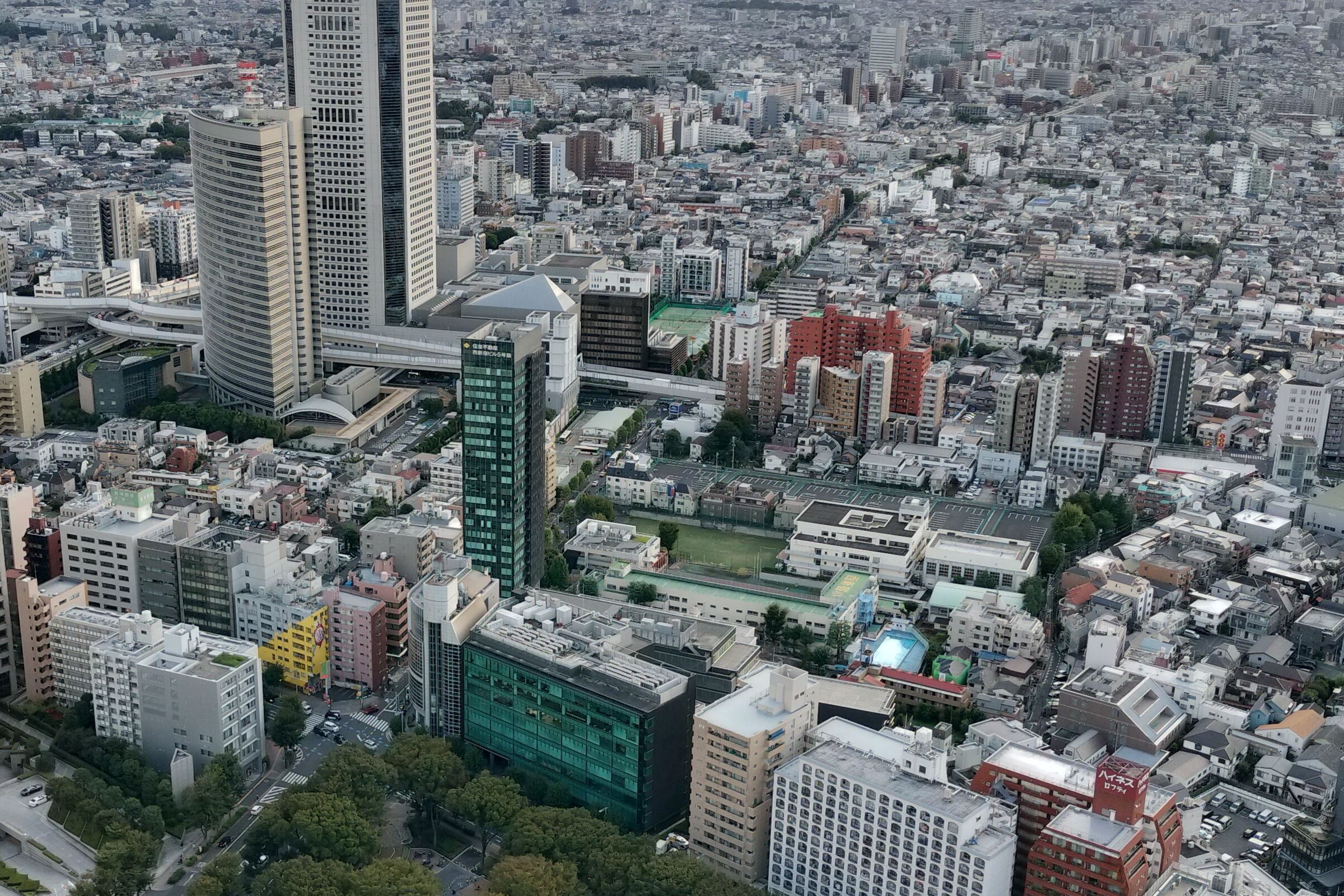
都庁展望室から見た431号線。左下が角筈区民センター前交差点、右上が終点付近の和泉水圧調整所。
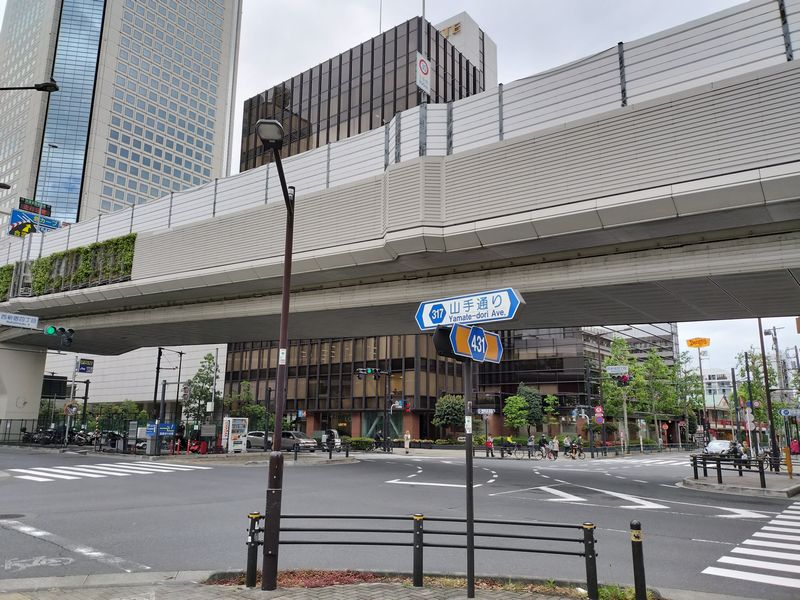
西新宿四丁目交差点。
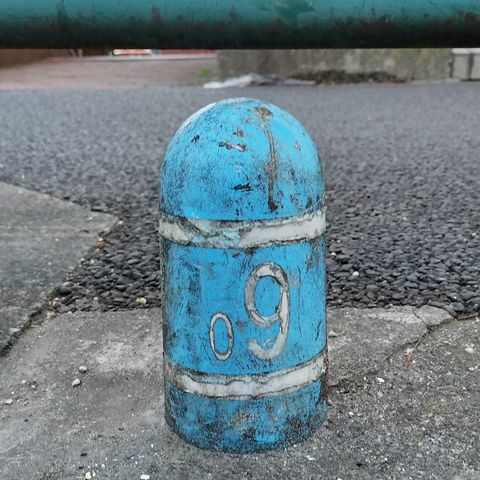
本村隧道付近にある0.9km距離標。
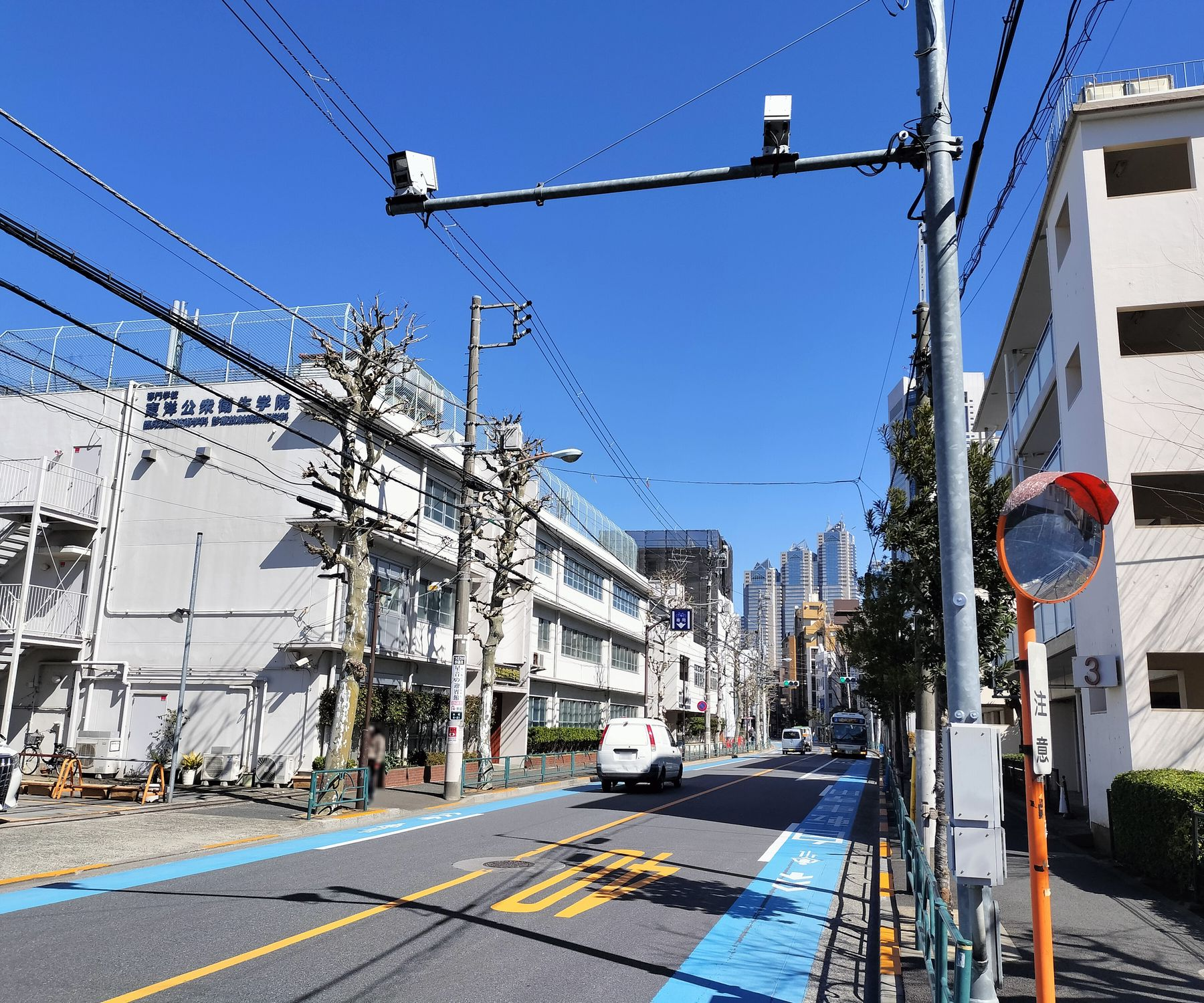
本村隧道と本町隧道の間付近。
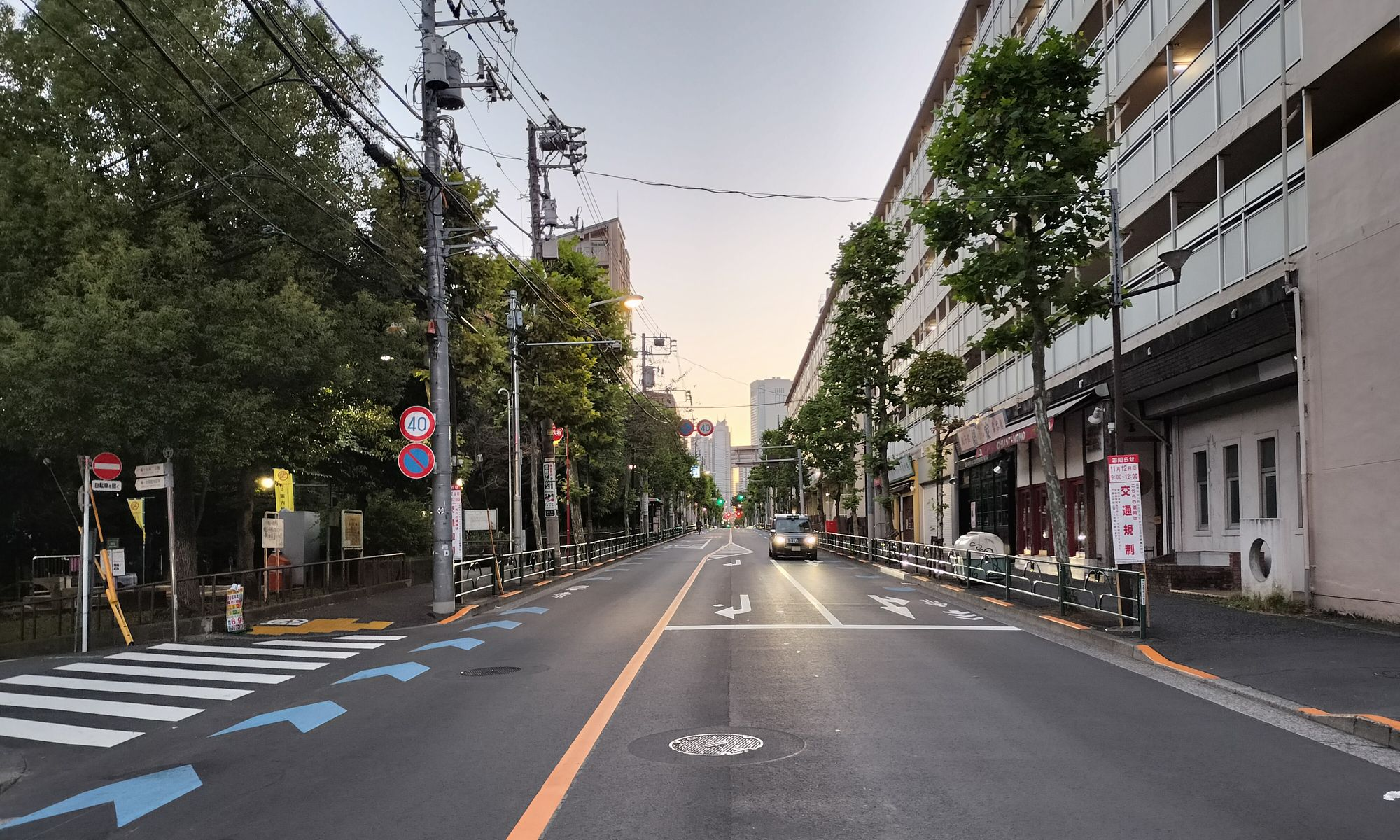
笹塚出張所交差点から東を見る。
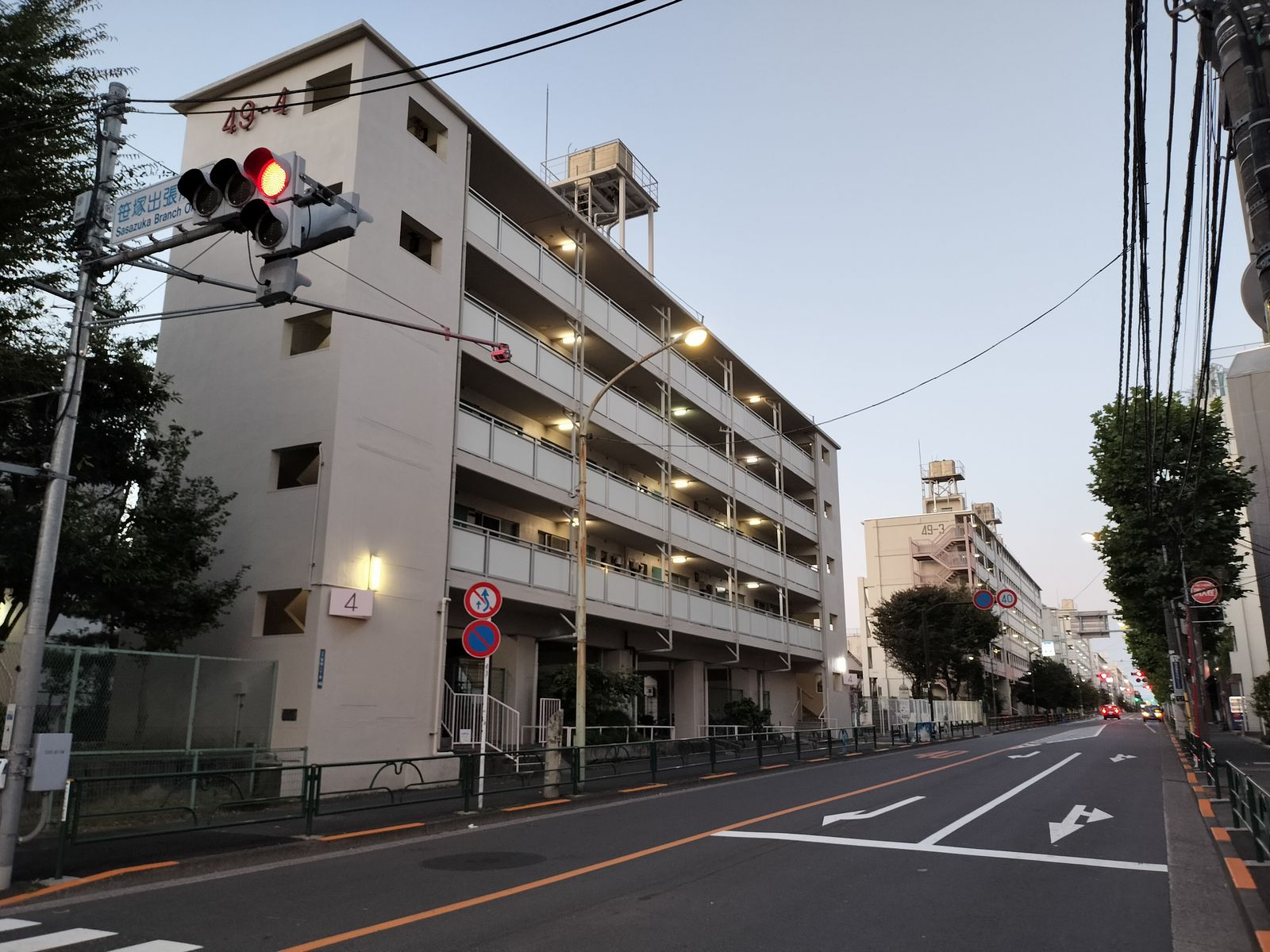
笹塚出張所交差点から西を見る。道路の南側は都営アパートが連なる。
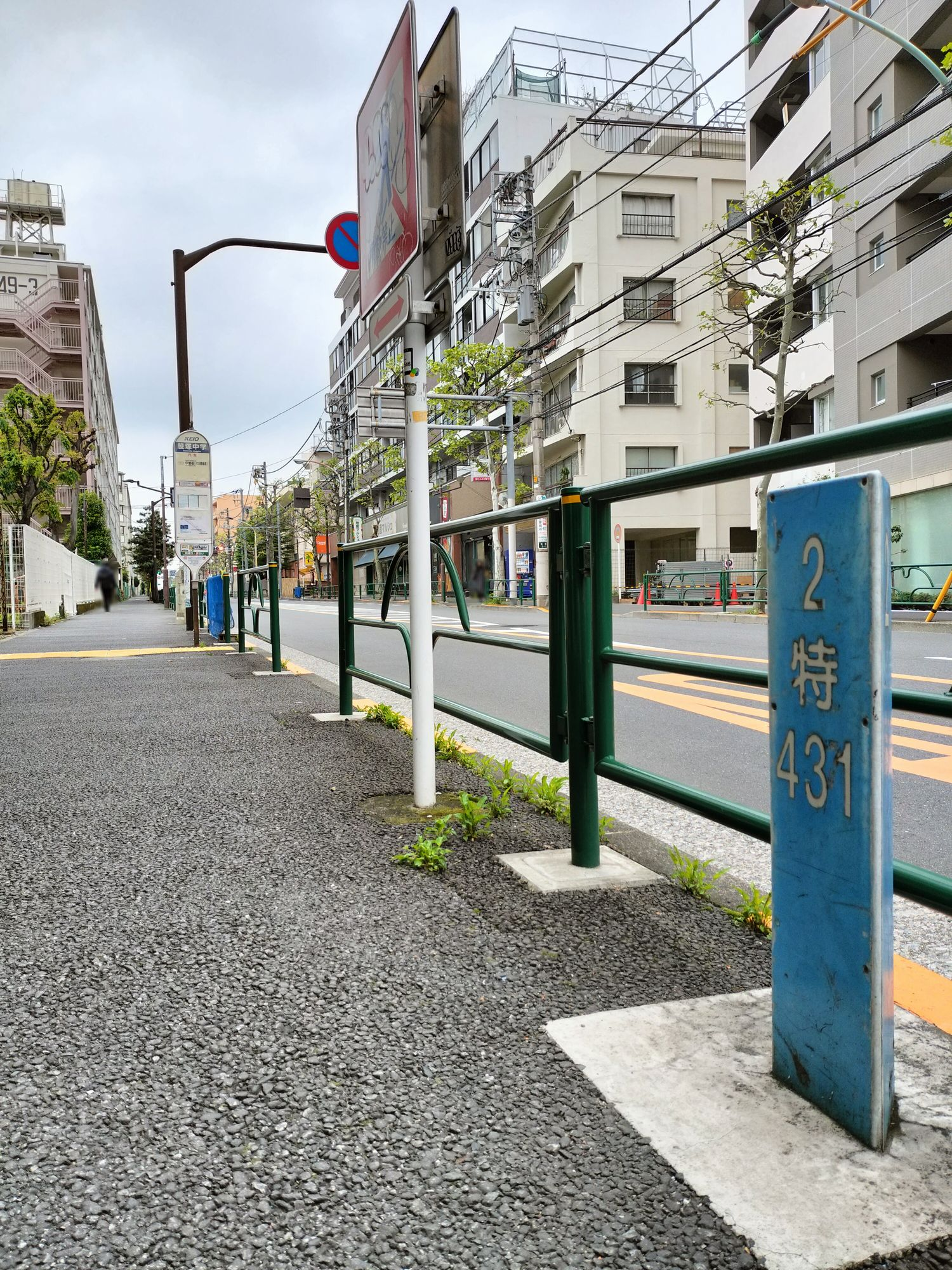
笹塚中学バス停付近にある2km距離標。
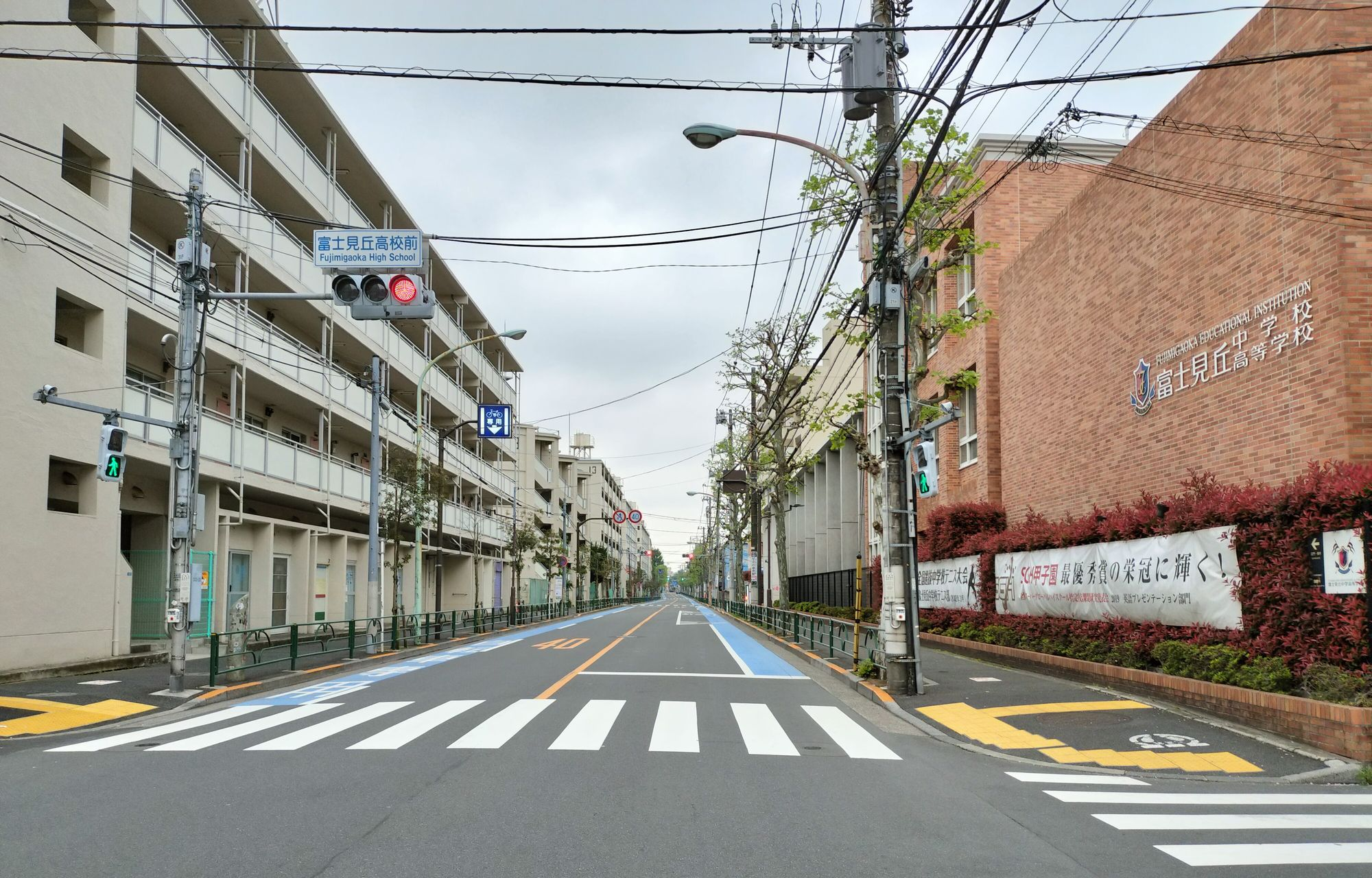
富士見丘高校前交差点から西を見る。

## 沿道の施設

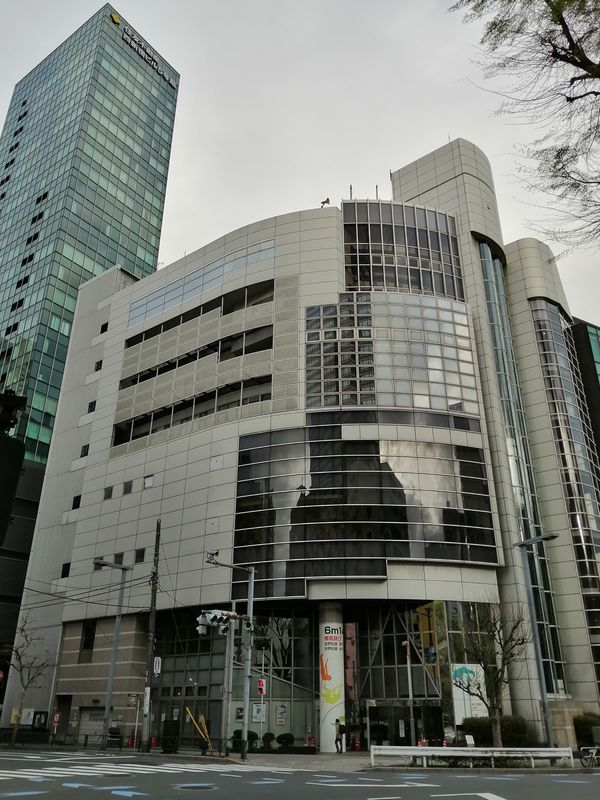
角筈地域センター

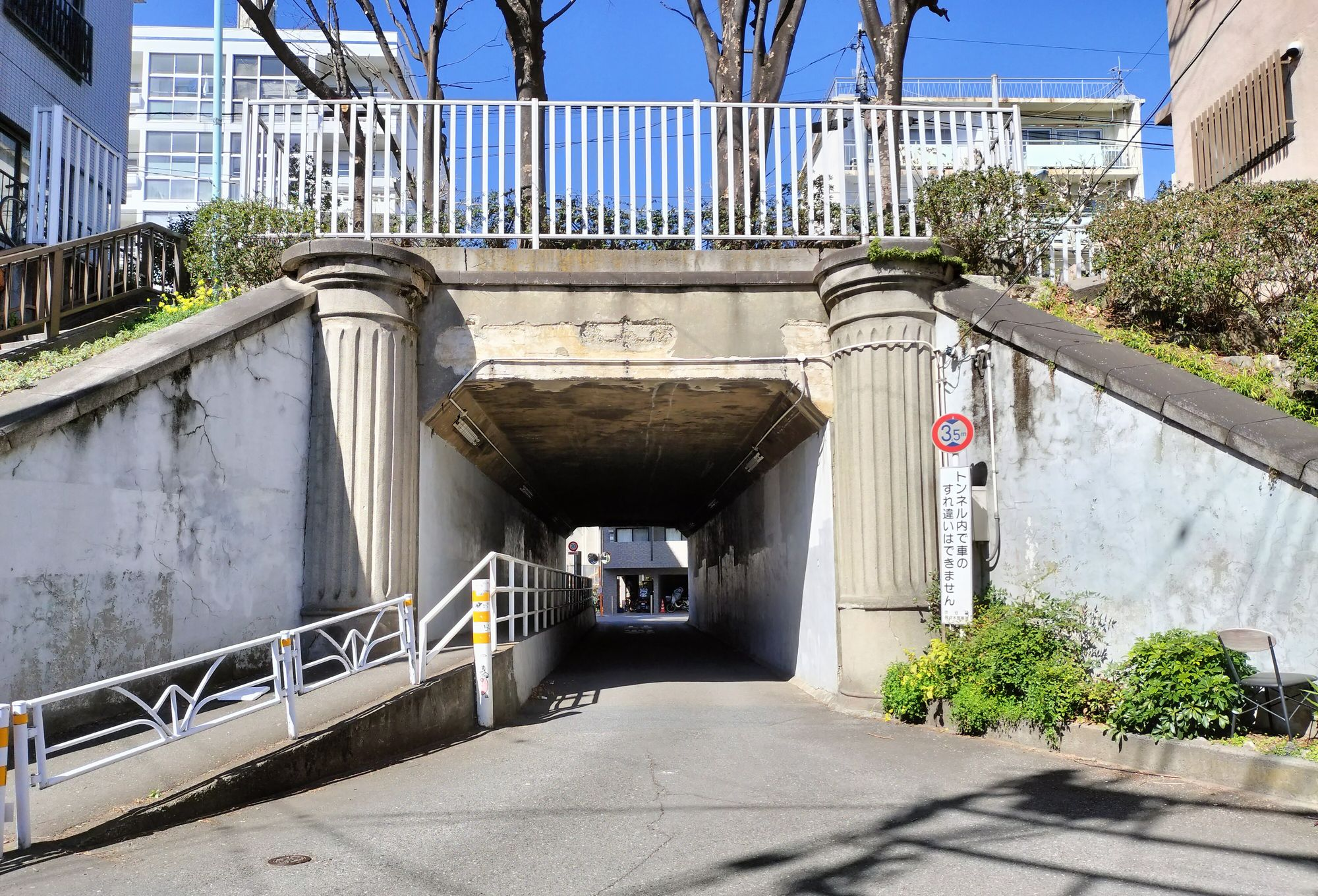
本村隧道
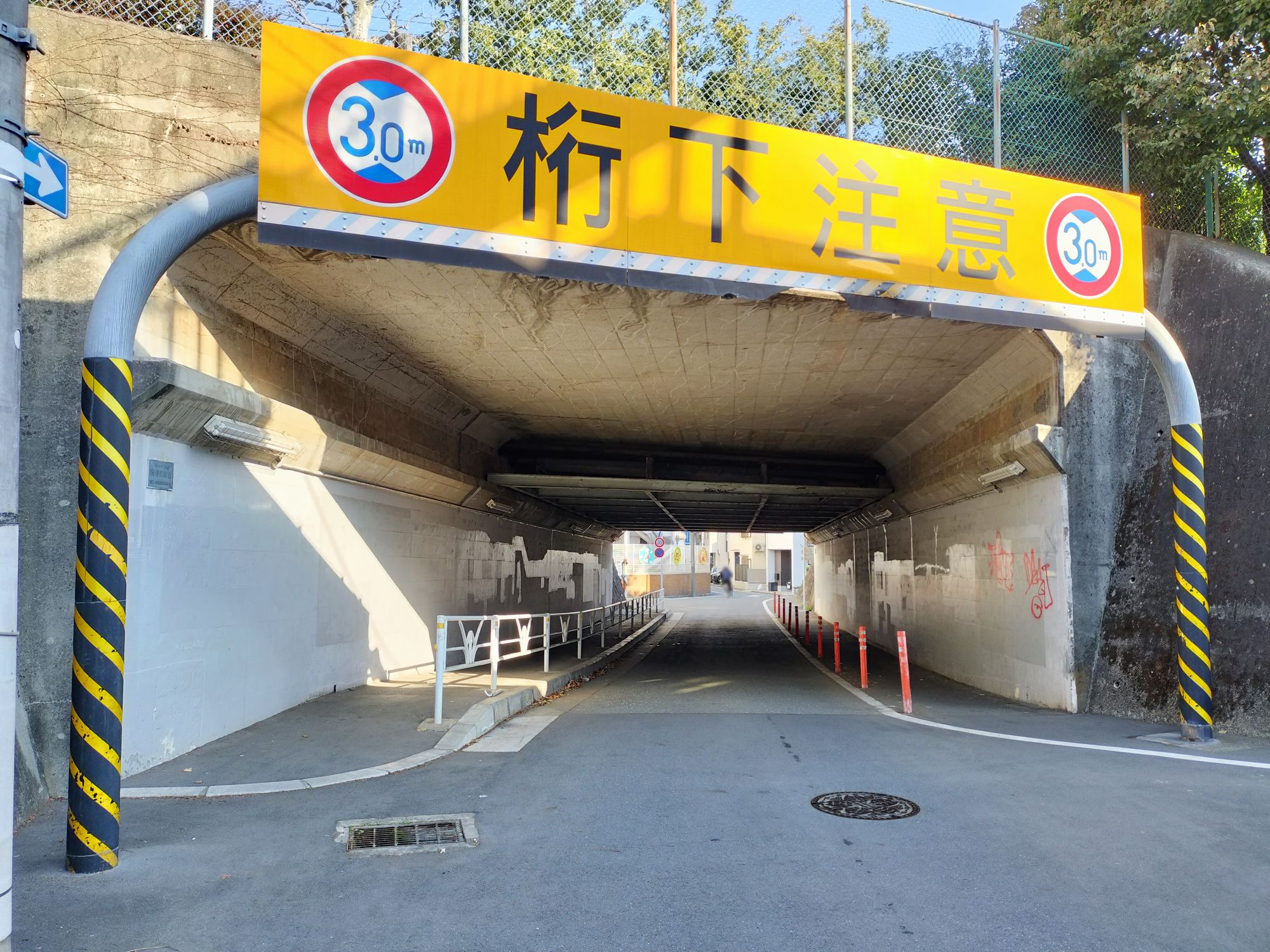
本町隧道
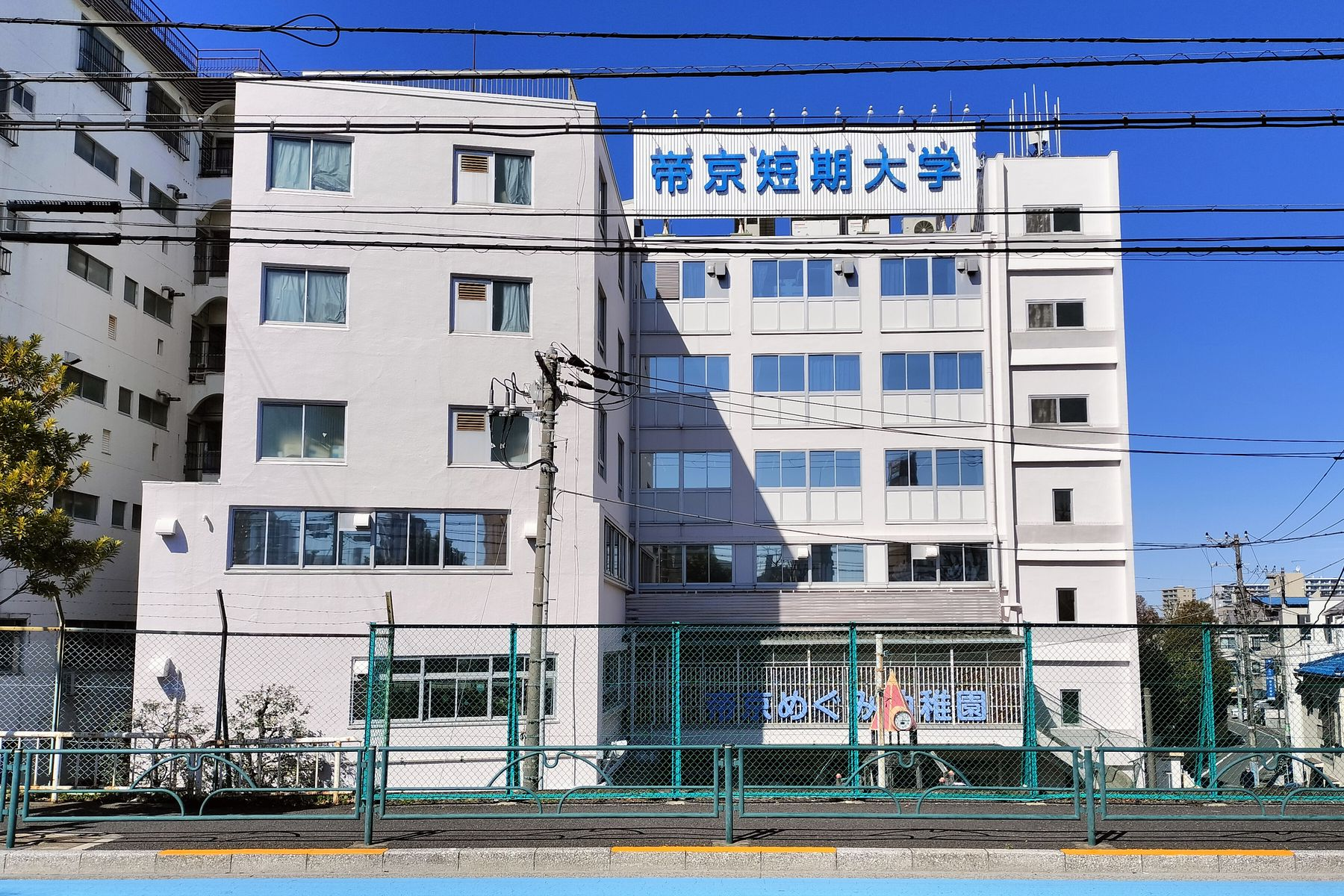
帝京短期大学

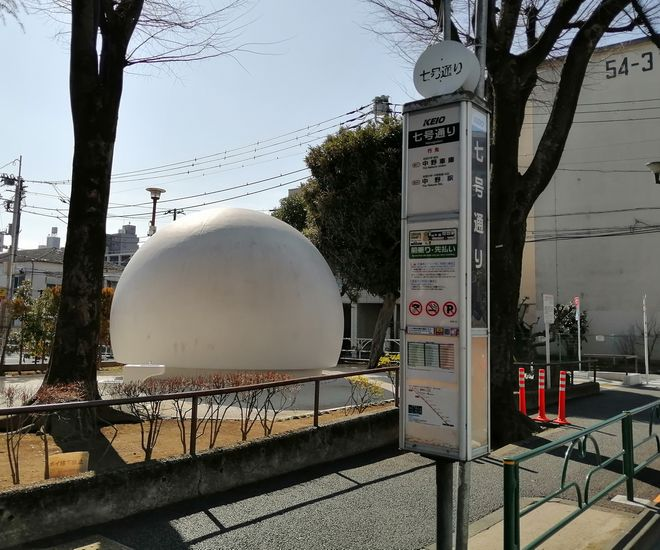
七号通り公園
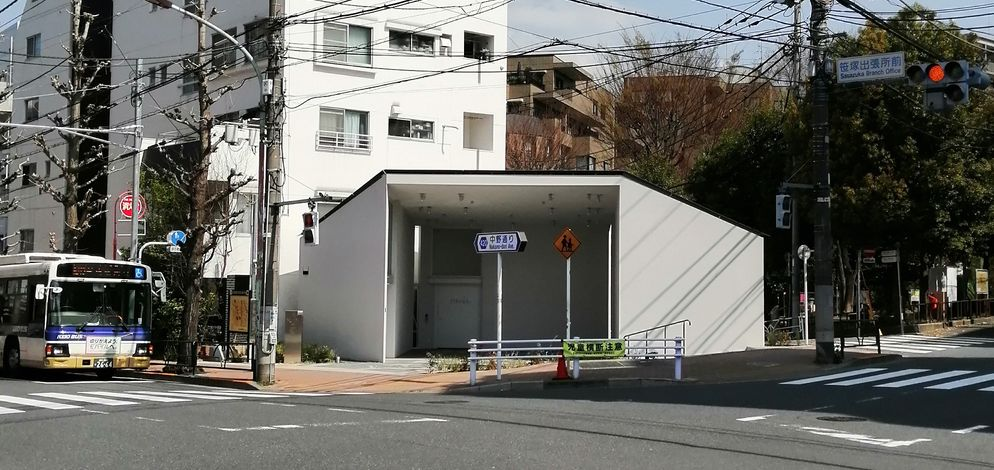
幡ヶ谷公衆トイレ

- 新宿区西新宿
  - 新宿区立角筈地域センター
  - 住友不動産西新宿ビル5号館
  - 都営バス新宿支所
  - ロッテ本社
  - 東京オペラシティ

- 角筈地域センター

- 渋谷区本町
  - 本村隧道（道路下）
  - 東洋公衆衛生学院
  - 都営本町一丁目アパート
  - 本町隧道（道路下）
  - 帝京短期大学

- 本村隧道
- 本町隧道
- 帝京短期大学

- 渋谷区幡ヶ谷
  - 都営幡ヶ谷二丁目アパート
  - 幡ヶ谷社会教育会館
  - 幡ヶ谷区民会館
  - 七号通り公園
  - 幡ヶ谷第三公園・幡ヶ谷公衆トイレ

- 七号通り公園
- 幡ヶ谷公衆トイレ

- 渋谷区笹塚
  - 渋谷区役所笹塚出張所
  - 都営笹塚二丁目アパート
  - 富士見丘中学校・高等学校

- 杉並区方南
  - 杉並合同庁舎

## 関連
- 東京都の都道一覧